# Antti Heinola
Antti Heinola (født 20. marts 1973 i Helsinki) er en finsk tidligere fodboldspiller (højre back). Han repræsenterede HJK Helsinki i hjemlandet og var derpå udlandsprofessionel i Holland og England, inden han vendte hjem og sluttede sin karriere i HJK. Han spillede desuden tolv kampe for Finlands landshold, som han debuterede for i en venskabskamp mod Danmark i 1994.

## Titler
Veikkausliiga
- 1992, 2002 og 2003 med HJK Helsinki

Suomen Cupen
- 1993, 1996 og 2003 med HJK Helsinki